# OUT WORKS & COLLABORATION BEST
『OUT WORKS & COLLABORATION BEST』（アウト ワークス アンド コラボレーション ベスト）は2009年3月25日に発売された日本の歌手倖田來未の初となるコラボレーション・ベスト・アルバムである。発売元はrhythm zone。

## 解説
- ベスト・アルバムとしては、2007年3月14日発売の『BEST 〜BOUNCE & LOVERS〜』以来約2年振りとなっている。また、初のリミックス・アルバムである『KODA KUMI DRIVING HIT'S』も同日に発売された。
- それまでに発表された16曲のコラボレーション曲と2006年にデジタル配信限定でリリースされ、本作が初CD音源化となる「Get It On」をプラスした全17曲を収録。

## 収録内容
1. Get It On [3:36]
作詞・作曲：Daisuke“D.I”Imai
未発表曲
2. the meaning of peace / 倖田來未 & BoA
作詞・作曲・編曲：Tetsuya Komuro
songnation企画よるチャリティーシングルの第二弾
3. SWITCH feat. Koda Kumi & Heartsdales / LISA [5:25]
作詞・作曲・編曲：LISA
4. Heat feat. MEGARYU [4:14]
作詞：Jewels（ラップ）、Kumi Koda、MEGA-HORN（ラップ）
作曲・編曲：Daisuke“D.I”Imai
12thシングル「Chase」のカップリング曲
アルバム初収録。
5. It's a small world / Koda Kumi & Heartsdales [2:41]
作詞・作曲：Richard M.Sherman/Robert B.Sherman
4thアルバム『secret』初回盤・special edition盤のみの収録曲
映画『80デイズ』主題歌
6. Just Go feat. Koda Kumi / JHETT a.k.a. YAKKO for AQUARIUS [4:28]
作詞：
作曲：
編曲：
7. Hot Stuff feat. KM-MARKIT [4:07]
作詞：Kumi Koda & KM-MARKIT
作曲・編曲：Daisuke“D.I”Imai
15thシングル表題曲
8. Rainy Day feat. Koda Kumi / KM-MARKIT
作詞：
作曲：
編曲：
KM-MARKIT名義のアルバム『VIVID』収録曲。
9. Super Sonic / Koda Kumi & D.I [3:39]
作詞・作曲・編曲：Daisuke“D.I”Imai
オムニバスアルバム 『DAIS presents 573 original compilation KONAMI HANABI』収録曲
10. Candy feat.Mr. Blistah [4:11]
作詞：Kumi Koda、Mr.Blistah
作曲・編曲：Daisuke "D.I" Imai
25thシングル表題曲
11. XXX feat. Koda Kumi
作詞：
作曲：
編曲：
SOULHEAD名義の11thシングル
12. KAMEN feat. 石井竜也 [5:18]
作詞・作曲・編曲：Tatsuya Ishii
28thシングル表題曲
13. JOY -meets Koda Kumi- / TRF [5:24]
作詞：YŪKI & Jynko Kudo
作曲・編曲：Kazuhiro Hara
TRF名義のアルバム『Lif-e-Motions』（Disc 2 に収録）収録曲。
14. WON'T BE LONG / EXILE & KODA KUMI [5:11]
作詞・作曲：Bro.Korn
編曲：h-wonder
EXILE & 倖田來未名義のシングル
アルバム初収録。
15. Simple & Lovely / m-flo ♥ 倖田來未 [3:48]
作詞・作曲：m-flo & Emi Hinouchi
m-flo名義のアルバム 『COSMICOLOR』収録曲
16. LAST ANGEL feat.東方神起 [3:54]
作詞：Kumi Koda、H.U.B.
作曲・編曲：Negin、Ian-Paolo Lira、Hugo Lira、Thomas Gustafsson
38thシングル表題曲
17. That Ain't Cool feat. Fergie [3:29]
作詞：Kumi Koda、Stacy Ferguson、Keith Harris
作曲：Kumi Koda、Stacy Ferguson、Keith Harris
40thシングル『MOON』収録曲

## 収録ライブ映像 (シングル曲除く)
- Get It On
  - 『KODA KUMI LIVE TOUR 2006-2007 〜second session〜』